# The Life and Death of Colonel Blimp
The Life and Death of Colonel Blimp (Brasil: Coronel Blimp - Vida e Morte / Portugal: A Vida do Coronel Blimp, é uma comédia dramática britânica de 1943 dirigida e produzida por Michael Powell e Emeric Pressburger.
O filme faz parte da lista dos 1000 melhores filmes de todos os tempos do The New York Times.

## Ligações Externas
Coronel Blimp - Vida e Morte. no IMDb. 